# Floen
Floen (Ulviksjøen) er et sø som ligger i Aurskog-Høland kommune i Viken fylke i Norge. Søen ligger mellem Årnes i Nes og Aurskog. Floen er en del af Haldenvassdraget. Navnet Ulviksjøen kommer fra gården Ulviken som ligger ved nordenden af søen. I vandet er der fisk som gedde, aborre og skalle. Det er også enkelte gange fanget ørred i søen.
Floen er også udløb for en række småsøer i området. Dingsrudtjernet er den største.
Nord for Floen ligger Øysjøen. Denne ligger i Nes kommune og har sin begyndelse ved kommunegrænsen mellem Aurskog-Høland og Nes.
Ved Floens vestside ligger den nedlagte Ulviken skole. Ulviken var en selvstændig skolekreds indtil Haneborg skole på Lierfoss blev indviet i 1957. Bygningen er bevaret.